# إيزابيلا من انكلترا

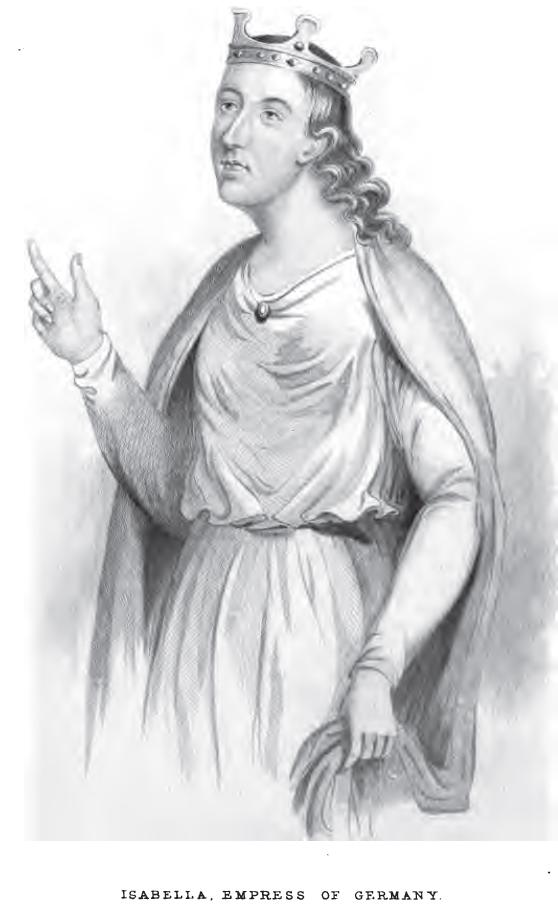
إيزابيلا من إنكلترا

إيزابيلا من إنكلترا (1214 - 1 ديسمبر 1241) كانت أميرة إنكليزية وأصبحت بالزواج من فريدريك الثاني إمبراطورة رومانية مقدسة ملكة ألمانيا وملكة صقلية القرينة. ووالده هو جون ملك إنجلترا